# Брауэль, Фридрих Август
 Фридрих Август Брауэль (нем. Friedrich Brauell August; 11 декабря 1807, Веймар — 10 декабря 1882, Лейпциг) — немецкий учёный, ветеринар, профессор, доктор медицины, философии.

## Биография
Родился 11 декабря 1807 года в Веймаре. Сын веймарского придворного врача, изучал ветеринарную медицину в Йенском  университете имени Фридриха Шиллера и в Берлинском университете имени Гумбольдта. В 1834 году он получил степень доктора философии в Эрлангенском университете. В 1837 году он прибыл в Россию и по экзамену удостоился звания ветеринарного врача. 11 февраля 1838 года назначен исполняющим должность адъюнкта в Виленскую медико-хирургическую  академию.
6 ноября 1841 года по рекомендации начальства Виленской медико-хирургической академии определен в Казанский университет исполняющим должность адъюнкта по кафедре ветеринарных наук. Признанный Санкт-Петербургской медико-хирургической академией в 1843 году старшим ветеринарным врачом, 12 января 1845 года утвержден в звании адъюнкта, а 17 сентября 1846 года исполняющий должность экстраординарного профессора. 3 мая 1848 года перемещен в Дерптское ветеринарное училище в качестве профессора ветеринарного института. Оставался в этой должности до 1866 года. Независимо от других авторов впервые обнаружил возбудителя сибирской язвы в крови человека и обратил внимание на причинную роль микробов в возникновении болезни. Экспериментально доказал восприимчивость к этой болезни разных видов животных. Вернулся в Германию в 1868. Скончался в Лейпциге 10 декабря 1882 года.

## Труды
- De Acidi Osmici in homines et animalia effectu commentatio physiologica, Kasan 1849.
- Das Wachsthum der Hufwand. Zum 50jährigen Jubelfeste der Kaiserlichen Dorpater Universität, Dorpat 1852.
- Neue Untersuchungen betreffend die pathologische Anatomie der Rinderpest, Dorpat 1862.